# Santiago Calatrava

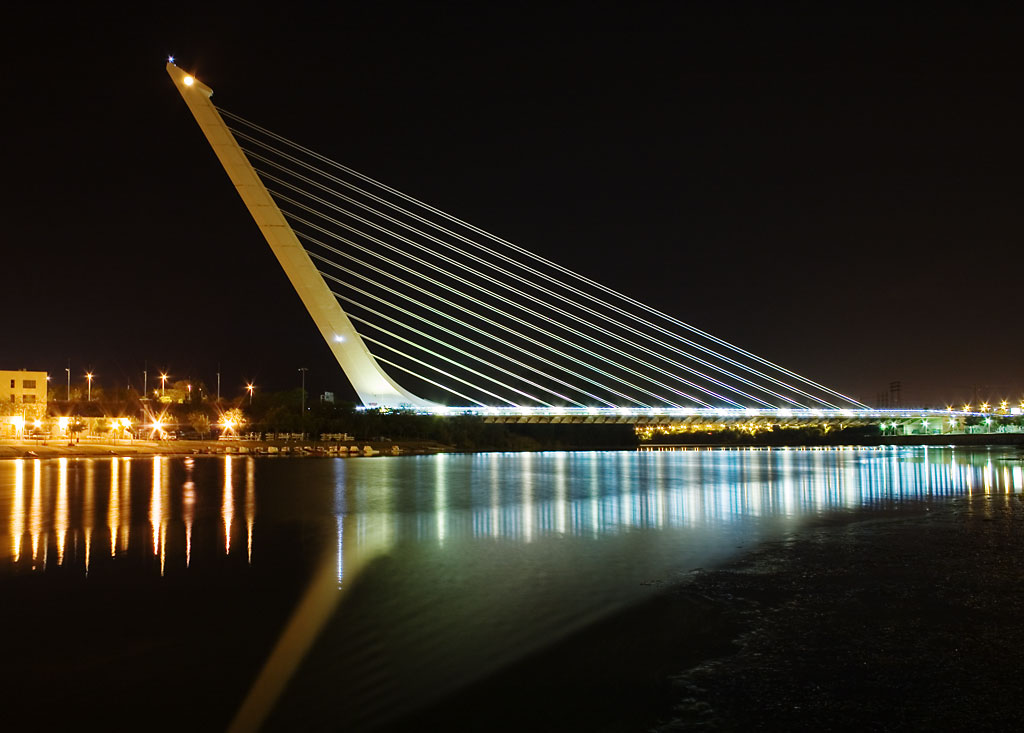
Puente del Alamillo w Sevilli

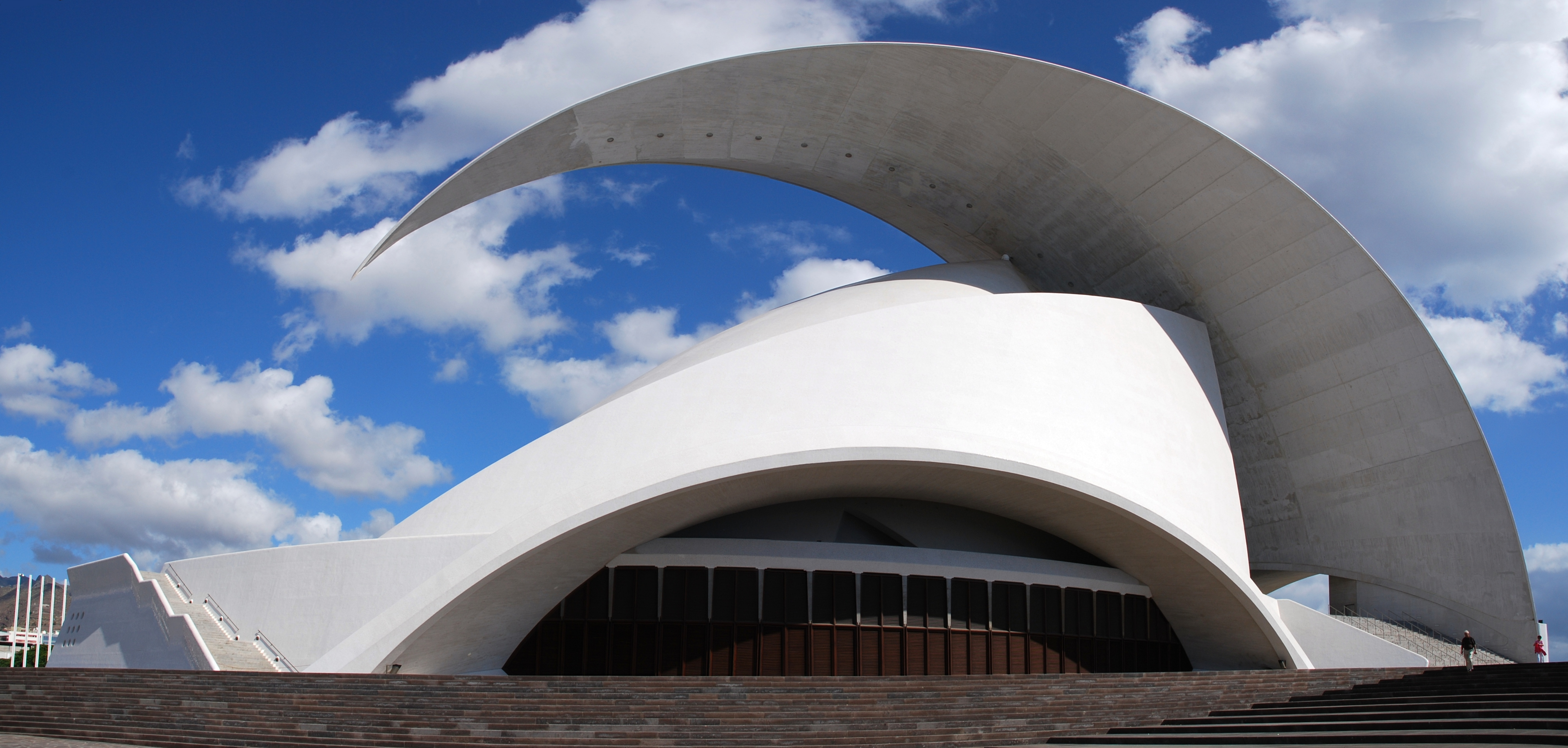
Auditorio de Tenerife w Santa Cruz de Tenerife

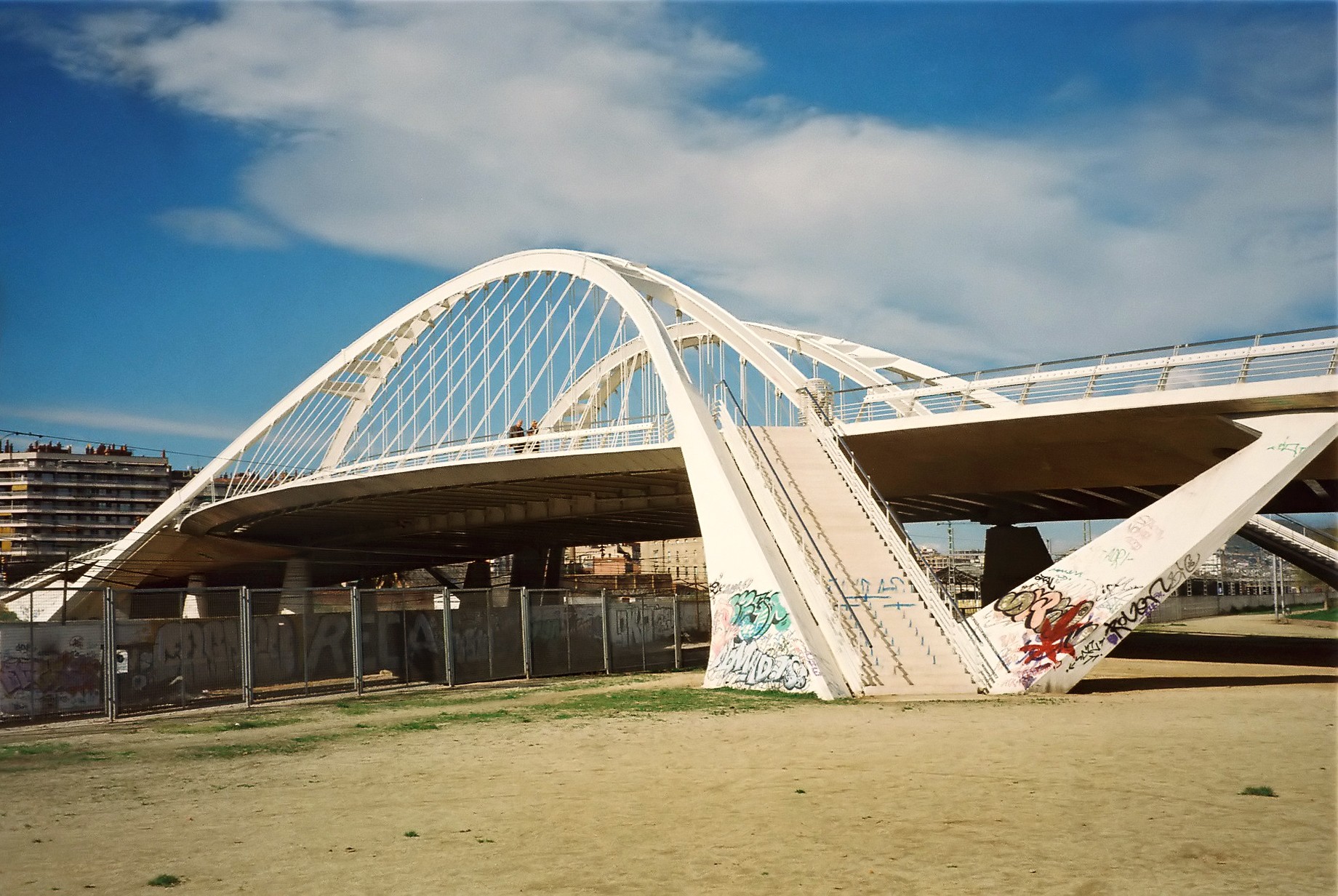
Bac de Roda, Most w Barcelonie

Santiago Calatrava Valls (ur. 28 lipca 1951 w Walencji) – hiszpański architekt i inżynier budownictwa, który stworzył wiele charakterystycznych budowli na całym świecie.

## Wybrane projekty
- Ciudad de las Artes y las Ciencias w Walencji
- Auditorio de Tenerife w Santa Cruz de Tenerife
- BCE Place – kompleks biurowy w Toronto
- Dworzec Berlin-Spandau – dworzec kolejowy w Berlinie
- Gare do Oriente – dworzec kolejowy w Lizbonie
- Lyon-Saint-Exupéry TGV – dworzec kolejowy w okolicach Lyonu
- Port lotniczy Bilbao – terminal w Bilbao
- Stadion Olimpijski w Atenach (renowacja) – stadion w Atenach
- Muzeum Sztuki w Milwaukee
- Turning Torso – wieżowiec w Malmö
- Puente del Alamillo – most podwieszany w Sewilli

## Wybrane projekty w trakcie realizacji
- Chicago Spire – wieżowiec w Chicago
- Dubai Creek Tower